# Mind the Gap (Scooter-album)
 For alternative betydninger, se Mind the Gap. (Se også artikler, som begynder med Mind the Gap)
Mind the Gap er Scooters tiende studiealbum, udgivet i 2004 af Sheffield Tunes i Tyskland. Fire singler blev taget fra det: "Jigga Jigga!", "One (Always Hardcore)", "Shake That!" og "Suavemente".

## Spor
Alle sange er skrevet af H.P. Baxxter, Rick J. Jordan, Jay Frog, og Jens Thele, medmindre andet er angivet. M.C. tekster skrevet af H.P. Baxxter alias "M.C. M.C. no diggedy H", undtagen "Panties Wanted" tekster skrevet af Baxxter, Jordan, Frog, og Thele.
1. "Killer Bees" – 1:30
2. "One (Always Hardcore)" (Jeroen Streunding, Baxxter, Jordan, Frog, Thele) – 3:46
3. "Shake That!" (Harry Wayne Casey, Richard Finch, Baxxter, Jordan, Frog, Thele) – 3:19
4. "My Eyes Are Dry" – 2:54
5. "All I Wanna Do" (Wyn Cooper, Sheryl Crow, Bill Bottrell, David Baerwald, Kevin Gilbert) – 4:21
6. "Jigga Jigga!" – 3:55
7. "Panties Wanted" (Serhat Sakin, Matthias "Sugarstarr" Weber) – 4:33
8. "Trance-Atlantic" – 7:53
9. "Stripped" (Martin Gore) - 3.29
10. "Suavemente" (Elvis Crespo) – 3:38
11. "The Chaser" – 4:10
12. "The Avenger's Back" (Steve Cropper, Eddie Floyd, Baxxter, Jordan, Frog, Thele) – 2:59
13. "Trip to Nowhere" (bonus track) – 5:02

### 20 Years Of Hardcore bonusindhold
1. "Jigga Jigga!" (Club Mix)
2. "Shinjuku"
3. "Jigga Jigga!" (Flip & Fill Remix)
4. "Jigga Jigga!" (Pez Tellet v Northstarz)
5. "Jigga Jigga!" (Clubstar's Sunlight Mix)
6. "Shake That!" (Club Mix)
7. "Shake That!" (CJ Stone Mix)
8. "Suffix"
9. "Shake That!" (Steve Murano Mix)
10. "Shake That!" (Klubbheads Grossraum Mix)
11. "One (Always Hardcore)" (Club Mix)
12. "Circle of Light"
13. "Suavemente (Club Mix)"

## Chart positioner
| Titel          | Chart-Positioner | Chart-Positioner | Chart-Positioner | Chart-Positioner | Chart-Positioner | Chart-Positioner |
| Titel          | Tyskland         | Ungarn           | Sverige          | Østrig           | Schweiz          | Holland          |
| -------------- | ---------------- | ---------------- | ---------------- | ---------------- | ---------------- | ---------------- |
| "Mind the Gap" | 16               | 18               | 44               | 34               | 67               | 83               |